# The Recovery Room
Pour plus de détails, voir Fiche technique et Distribution.
The Recovery Room est un téléfilm comique américain réalisé par Peter Bonerz et sorti en 1985.

## Fiche technique
- Titre original : The Recovery Room
- Réalisation : Peter Bonerz
- Scénario : Neil Cuthbert
- Photographie :
- Montage : Jay Scherberth
- Musique : Joel Higgins, Martin Silvestri et Jeremy Stone
- Costumes :
- Décors :
- Casting : Fran Kumin et Meg Simon
- Producteur : Rita Dillon
  - Producteur délégué : Robert Ellison, Steven Haft et John Lollos
- Sociétés de production : Embassy Pictures
- Sociétés de distribution : CBS
- Pays d'origine :  États-Unis
- Langue originale : anglais
- Format : couleur
- Genre : Comédie
- Durée : 30 minutes
- Dates de sortie : 
  - États-Unis : 16 juillet 1985

## Distribution
- Mark Linn-Baker : Steve Griffin
- Kelly Bishop : Kaye Brenner
- Christopher Rich : Dr Russell Sears
- J. Smith-Cameron : Dr Nina Farrell
- Adam LeFevre : Dr Milt Sherman
- Charles Kimbrough : Jerry Himmel
- Lynne Thigpen : Gail
- Eileen Heckart : Mme Griffin
- Priscilla Lopez : Irene
- Alvin Lum : Dr Yung
- Kathryn Rossetter : Barbara
- Yeardley Smith : Jill